# Żelisław Grotowski
Żelisław Piotr Feliks Grotowski (ur. 9 grudnia 1878 w Rawie Mazowieckiej, zm. 24 sierpnia 1937 w Krakowie) − polski historyk przemysłu, dr ekonomii, nauczyciel, pomocnik bibliotekarza w Muzeum Polskim w Rapperswilu, żołnierz Legionów Polskich.

## Rodzina
Był synem Józefa Grotowskiego – Sybiraka, notariusza w Rawie Mazowieckiej i Konstancji z Bardzkich.
Brat Marian Grotowski (1882-1951) był fizykiem, profesorem Wolnej Wszechnicy Polskiej, współorganizatorem i prorektorem Uniwersytetu Łódzkiego.
Żelisław Grotowski ożeniony był (1904) z Marią z Przanowskich (1885-1946) – córką Edwarda Przanowskiego – inżyniera powiatowego w Łęczycy; z krótkotrwałego małżeństwa miał syna – Zbigniewa Leszka Grotowskiego (1905-1954) – dziennikarza Ilustrowanego Kuriera Codziennego, w czasie II wojny światowej redaktora czasopism polskich na Węgrzech, a po wojnie pracującego w redakcjach pism wrocławskich i warszawskich.
Prawnuczka Żelisława Grotowskiego, Ewa Grotowska urodzona w Łodzi w 1977, jest doktorantką w Instytucie Literatury Hiszpańskiej i Iberoamerykańskiej na Uniwersytecie Martyniki (Université des Antilles et de la Guyane).

## Lata nauki i studiów
Żelisław Grotowski ukończył w 1898 Gimnazjum Wojciecha Górskiego w Warszawie. Studiował w Lipsku i Frankfurcie, a następnie na Wydziale Prawa Uniwersytetu we Fryburgu szwajcarskim, uzyskał tu w 1907 stopień doktora na podstawie dysertacji: Geschichte der Armenpflege in Warschau (opublikowanej w Warszawie, w 1907), poświęconej instytucjom opieki i pomocy społecznej w dziejach Warszawy.
W czasie studiów należał do Zjednoczenia Towarzystw Młodzieży Polskiej Zagranicą, z ramienia Zjednoczenia w latach 1905-1906 wchodził w skład Rady Stypendialnej Muzeum Polskiego w Rapperswilu, przyznającej pomoc finansową Polakom kształcącym na Zachodzie. Na zlecenie Zjednoczenia sporządził Kwestionariusz do badania stosunków obieżysaskich; wyniki opatrzył komentarzem i opublikował na łamach „Ekonomisty”.

## Praca zawodowa
W 1906 był pomocnikiem bibliotekarza w Muzeum Polskim w Rapperswilu (Szwajcaria), zajmował się głównie  archiwaliami zgromadzonymi w bibliotece Muzeum. Przekazał w darze bibliotece Muzeum druki dotyczące historii dobroczynności w Warszawie, rękopisy i pierwodruki swych prac, zbiór czasopism polskich i zachodnich.
W 1907 osiadł w Warszawie i do wybuchu I wojny światowej prowadził działalność naukową i oświatową. W 1907 należał do Towarzystwa Kursów Naukowych, w roku akademickim 1907/1908 na Wydziale Humanistycznym TKN prowadził wykłady z zakresu ekonomii politycznej m.in. Geografia polityczna i Rozwój wielkiego przemysłu w Królestwie Polskim.
W latach 1908–1911 pracował jako nauczyciel ekonomii politycznej w żeńskiej szkole im. Cecylii Plater-Zyberkówny w Warszawie. W tym samym czasie był wykładowcą na trzyletnich kursach handlowych dla kobiet w Warszawie, prowadzonych przez Katolicki Związek Kobiet Polskich. Równolegle, w latach 1908-1912, kierował dwuletnią uczelnią z polskim językiem wykładowym, działającą pod nazwą Wyższe Kursy Handlowe w Warszawie. W latach 1907–1912 współpracował z redakcją Wielkiej powszechnej encyklopedii ilustrowanej. Przed I wojną światową prowadził badania z zakresu historii gospodarczej Polski XVIII i XIX wieku.

## Służba wojskowa w Legionach
W 1914 wstąpił do Legionów i służył w II Brygadzie. Walczył w Karpatach jako chorąży piechoty w IV batalionie 3 pułku piechoty, 14 marca 1915 awansowany do stopnia podporucznika „za wzorowe i sumienne spełnianie swych obowiązków jako adiutant batalionowy”. Podczas walk został ranny w rękę i leczył się w szpitalu w Tarnowie. Odznaczony został brązowym medalem za waleczność. W marcu 1916 służył w komendzie placu Legionów Polskich w Przemyślu i prawdopodobnie jeszcze w tym samym roku został zwolniony ze służby wojskowej. Opublikował opracowanie wspomnieniowe Walki II Brygady Legionów (Piotrków, 1916).

## Najważniejsze prace
- Rozwój pojęć ekonomicznych w Polsce w końcu XVIII wieku (Warszawa 1908)[3];
- O izbach handlowo-przemysłowych (Warszawa 1910)[4];
- Rozwój zakładów dobroczynnych w Warszawie (Warszawa, 1910)[5];
- Rozwój przemysłu Królestwa Polskiego (Lwów, 1912);
- Rzut oka na stosunki gospodarcze w Polsce pod koniec XVIII stulecia – wstęp do pracy Ferdynanda Naxa: Wykład początkowych prawideł ekonomiki politycznej (Warszawa 1914);
- Statyści polscy początków XIX stulecia (Kraków, 1923)[6];
- Od Przemysława do Masaryka (Kraków, 1928) – współautor: Jan Hanusz;
- liczne artykuły na łamach czasopism: „Ekonomista”, „Przegląd Narodowy”, „Biblioteka Warszawska”.